# Adenocalymma campicola
Adenocalymma campicola là một loài thực vật có hoa trong họ Chùm ớt. Loài này được (Pilg.) L.G.Lohmann mô tả khoa học đầu tiên năm 2010.